# بني عشرة
بني عشرة أسرة من أعيان مدينة سلا ، مدحهم كثيرون من شعراء الأندلس والمغرب ومن مداحهم الأعمى التطيلي وابن بقي. وكانت من الأسر المعروفة بالغرب الإسلامي التي تلجأ إليها العائلات المسلمة لفك أسراهم المحتجزين عند النصارى.

رغم أن  مدينة سلا كان لها وجود أيام بني يفرن الذين أقاموا نواة مسجد منذ القرن الرابع الهجري، تطورت المدينة بشكل ملحوظ على يد بني العشرة، حيث نزلت بها أسرة بنو القاسم من أموي الأندلس، و المعروفة ببني عشرة،  في البداية بمدينة شالة، ثم قطعت النهر إلى الضفة الأخرى حوالي 1006م. وقد برز في هذه الأسرة دور القاسم بن عشرة  (توفي 420 هـ / 1029م)،  ولهذا تعرف مدينة سلا بمدينة بني العشرة . ويذكر صاحب كتاب الاستبصار في عجائب الأمصار في حديثه عن مدينة سلا وعن استقرار بني عشرة بها:
خلال فترة حكم المرابطين يروي الفتح بن خاقان  في “قلائد العقيان تحولت سلا زمن بني عشرة إلى قبلة لطلبة العلم ومستراحا للوافدين من أعلام الأندلس على مراكش. فبلغوا ذروة المجد في عهد المرابطين بسبب الميراث المادي والمعنوي الذي أورثهم إياه جدهم عشرة وبنوه من بعده، فتولى بنو عشرة وتوارثوا منصب القضاء بمدينة سلا وغيرها من الحواضر، حتى في زمن الموحدين. ويعتبر محمد بن شريفة بني عشرة حماة الأدب بالمغرب خلال العصر المرابطي، حيث أصبحت سلا زمن بني عشرة خلال العصر المرابطي ملتقى أعلام الفكر والعلم والأدب، .ومن الشعراء الذين اتصلوا ببني عشرة الشاعر الصّقِلي عبد الجبار بن حمديس.
زعامة بني عشرة على انتهت تقريبا بانتهاء دولة المرابطين، وبالتحديد بوفاة القاضي أبي العباس بن عشرة الذي وصلت مدينة سلا في عهده ذروة مجدها العلمي والحضاري. وبعد ان انقطعت أخبارهم خلال العهد الموحدي عاد بنو عشرة للظهور خلال العصر المريني، وهو العصر الذي شهدت فيه سلا نهضة علمية وأدبية أخرى.
وقد تميزت هذه الأسرة ببناء المساجد، وكان للعنصر النسوي دورا كذلك، مثل بناء للا فضية لمسجد للا الشهباء.
ويعود أصل تسميتهم ببني عشرة كما ورد في كتاب منح الجليل ل محمد بن أحمد بن محمد عليش إلى قصة قديمة أقدم من مدينة سلا  نفسها حيث يقول :